# パンパイプ

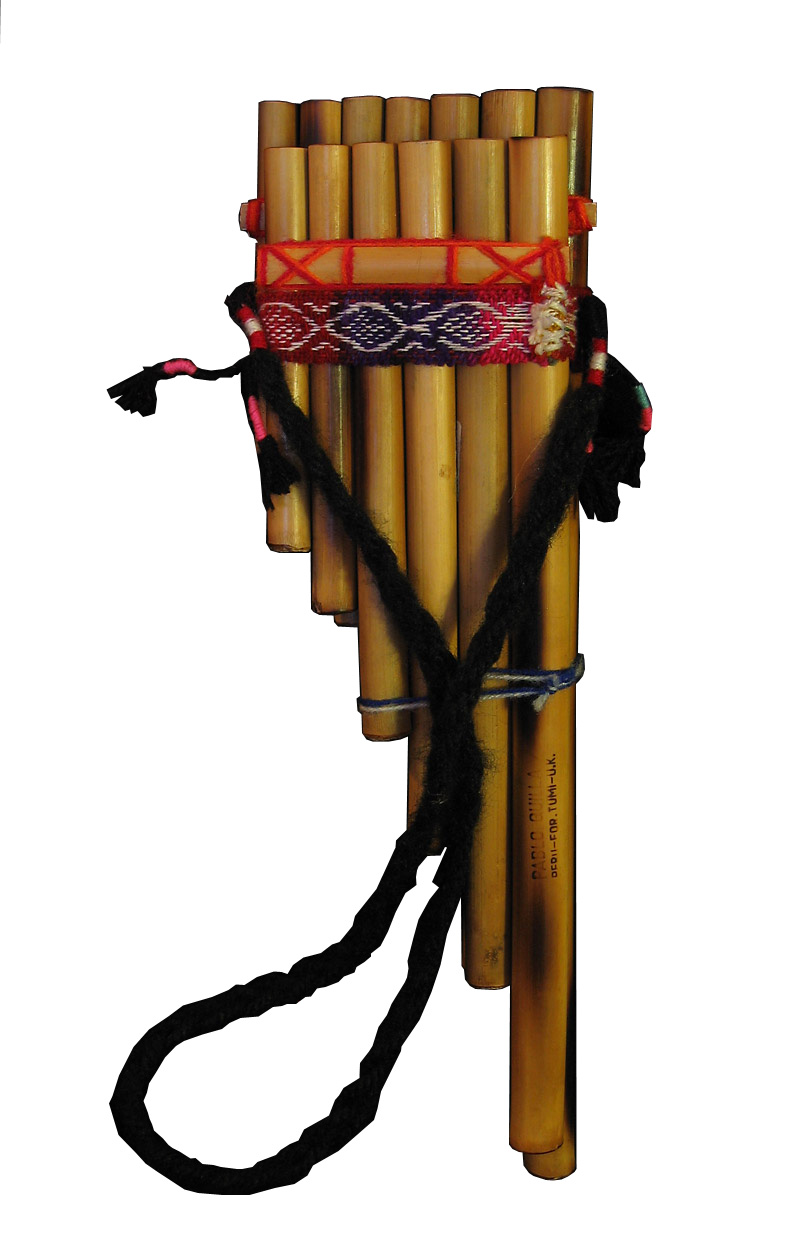
サンポーニャ （南米アンデス地方に伝わるパンパイプ）

パンパイプ (panpipes) あるいはパンフルート (pan flute) は木管楽器の一種で、一端が閉じられた長さ・太さの異なる数本の管を、開端をそろえて長さの順に筏状に束ねて作られた縦笛である。

## 概要
古代から知られており、多くの場合5つかそれ以上の管を束ねて作られる。長い間民族楽器として親しまれており、パイプオルガンやハーモニカの原型とも考えられている。管は主として葦、竹やダンチクで作られるが、木やプラスチック、金属なども用いられる。
パンパイプの管は一端が塞がれた閉管であり、同じ長さで両端が開いた開管より1オクターヴ低い音が出る。フルートや篠笛のような笛は、1本の管で低音から高音まで出さねばならないので、実はかなり無理のある構造なのだが、パンパイプは低音を出しやすい太い管と高音を出しやすい細い管を使い分けて作ることができ、その意味では合理的な楽器である。発音自体は比較的容易であるが、肺活量を必要とし、演奏は必ずしも容易ではない。
ルーマニアに伝わるパンパイプは「ナイ」、南米アンデス地方に伝わるものは「サンポーニャ」として知られている。ラオスやタイには管を円筒状に並べたタイプがあり、「Wot」と呼ばれてイーサーン地方の民族音楽に使われている。

### 名称の由来
ギリシア神話の牧神パーンが吹いたということからパンパイプ、パンフルートと呼ばれる。
パンパイプは、パーンにまつわる物語からシュリンクス（シランクス）という名称でも知られる。

## 歴史
パンパイプは古代ギリシャの時代から存在が知られているが、ヨーロッパの多くの国々では忘れ去られていた時期がある。モーツァルトの歌劇「魔笛」に登場するパパゲーノが手にする笛はパンパイプの事である。
しかし、そのヨーロッパでも小国ルーマニアでは、民族楽器「NAI」ナイとして演奏されてきた。20世紀になってから、ルーマニアでこの楽器を見直す動きが起こり、管の本数が増やされたり、材料を中国産の女竹に変更するなどの改良が加えられていった。ルーマニアの国立音楽大学で正課として取り上げられるようになったことで、多くの名人が生まれた。
第二次世界大戦後、ルーマニア出身のナイ奏者ゲオルゲ・ザンフィルが演奏活動を始めたことにより、ナイが世界に知られるようになった。
ゲオルゲ・ザンフィルの一番弟子にラドゥ・ネキフォル (Radu Nechifor) がいる。ザンフィルのオーケストラソリストを始めとし、世界中で演奏活動を行っている。民族音楽のみならず、クラシック、ジャズ、ロックなど様々なジャンルの音楽を演奏し、パンフルートの可能性を広げた。ルーマニアのシビウ市で開催される国際パンフルートマスタークラスの主催者である。2018年に初来日を果たす。
ザンフィルの演奏に衝撃を受けた一人にスイスのヨリ・ムルクがいる。ザンフィルは彼に演奏法だけでなく、改良されたナイの製法も伝授した。
パンパイプはシルクロードを通って中国にも伝わり、奈良時代に日本に伝来し、排簫（はいしょう）と呼ばれていた。正倉院宝物墨絵弾弓に描かれた散楽図には排簫を演奏する楽人が描かれている。しかし、近年になって正倉院に残されていた残骸を参考に復元されるまで、雅楽の世界からはいつしか姿を消していた。
日本では、2017年より日本パンフルートフェスティバルが開催されている。世界のパンフルート奏者が来日し、コンサートやワークショップを行うなど、パンフルートを通じた文化交流も深めている。
2019年より東京音楽大学付属民族音楽研究所に、日本初大学でパンフルート入門講座が開講された。
2019年5月、駐日ルーマニア大使館公認日本ルーマニアパンフルート協会が設立され、ゲオルゲ・ザンフィルが名誉会長に就任した。
2020年3月、成蹊大学ルーマニアプロジェクトパンフルートグループの活動を開始する。
2020年4月より東京音楽大学付属民族音楽研究所主催社会人特別講座にパンフルート講座が開講された。

## 演奏
管が上下方向になるように構え、管の開端に水平方向に息を吹きかけると音が出る。息の圧力と唇の張りを高めると奇数倍音を出すことができる。閉管構造なので、偶数倍音は出せない。管を傾けたり、顎を動かすことによって半音（♯や♭の付いた音）を出すことが出来る。楽器を持つ手を揺り動かしたり、息の圧力を変えることによってビブラートをかけることもできる。